# Bandiera del Bhutan
La bandiera del Bhutan (Dzongkha: ཧྥ་རན་ས་ཀྱི་དར་ཆ།) è uno dei simboli nazionali del Bhutan. Nella bandiera è presente un drago facente parte della mitologia bhutanese. Questo elemento allude al nome del Paese in lingua dzongkha, "Druk Yul" (il Regno del Drago), ma anche alla Drukpa del Buddhismo tibetano, la religione più diffusa in Bhutan. Esiste un'ipotesi secondo cui la rappresentazione della sovranità tramite un drago emerse nella vicina Cina e fu adottata dai governatori del Bhutan come simbolo della regalità degli inizi del XX secolo.
I primi schizzi della bandiera furono fatti nel 1947 da Mayum Choying Wangmo Dorji. La sua prima apparizione risale al 1949 nella firma del Trattato Indo-Bhutanese. Fu introdotta una seconda versione nel 1956 per la visita di Druk Gyalpo Jigme Dorji Wangchuk. La bandiera fu poi modificata per adattarsi alle dimensioni di quella indiana, che si pensava apparisse più bella della loro. Altre modifiche al colore di sfondo (da rosso ad arancione) hanno portato al design definitivo del 1969.
L'Assemblea Nazionale del Bhutan formalizzò il design della bandiera e ratificò un protocollo di condizioni nelle quali la bandiera poteva essere esposta.

## Design attuale della bandiera

### Design
La bandiera attuale è divisa diagonalmente da una linea che va dal basso verso l'alto, creando due triangoli rettangoli: quello in alto giallo e quello in basso arancione. Sulla linea di divisione dei triangoli è presente un grosso drago bianco e nero che guarda verso l'alto e che indossa dei gioielli tipici tibetani (norbu) sui suoi artigli. I colori di sfondo della bandiera, giallo e arancio, sono identificati rispettivamente come Pantone 116 e 165.
Le dimensioni della bandiera devono avere un rapporto di 3:2, e costituzionalmente possono essere:
- 6,4 × 4,3 m
- 3,7 × 2,4 m
- 1,8 × 1,2 m
- 0,9 × 0,6 m
- 23 × 15 cm, per le bandiere sulle automobili.

### Simbolismo
Secondo i Provvedimenti legali sulla bandiera nazionale del regno di Palden Drukpa come approvato nella Risoluzione 28 della trentaseiesima sessione dell'Assemblea Nazionale tenuto l'8 giugno 1972, e come ripetuto nella Costituzione del Bhutan del 2008, il colore giallo rappresenta la tradizione civile e l'autorità temporale personificate nel Druk Gyalpo, il Re Drago del Bhutan, il cui abito reale ha tradizionalmente una sciarpa di questo colore. Il colore arancione rappresenta la tradizione spirituale buddista, in particolare le scuole di Drukpa Kagyu e Nyingma. Il drago si diffonde egualmente su entrambi i colori. La sua presenza al centro della linea di divisione dei due colori rappresenta l'uguale importanza del potere civile e delle tradizioni monastiche del Regno del Druk ed evoca la forza del legame sacro che esiste tra il sovrano e il popolo. Il colore bianco del drago simboleggia la purità dei pensieri interiori e le azioni che uniscono tutti i gruppi etnici e linguistici del Bhutan. I gioielli indossati dal drago rappresentano la ricchezza del Bhutan e la sicurezza e protezione del suo popolo, mentre la sua bocca ringhiante rappresenta l'impegno delle divinità nella difesa del Bhutan.

## Codice di condotta
L'8 giugno 1972 l'Assemblea Nazionale del Bhutan approvò la Risoluzione 28, mettendo in vigore le Regole della Bandiera Nazionale redatte dal Consiglio dei Ministri. Le regole hanno otto disposizioni che coprono la descrizione e il simbolismo dei colori della bandiera, e anche altri elementi del suo design. Altre regole riguardano le dimensioni del vessillo e il protocollo della bandiera nazionale, includendo gli spazi appropriati in cui la bandiera potesse sventolare e chi potesse rappresentarla sulle automobili. In generale, il popolo bhutanese porta molto rispetto per la propria bandiera e al capo di stato. Come nel codice della bandiera statunitense, nessun'altra bandiera deve essere esposta più in alto di una bandiera bhutanese, che non può essere usata come drappo (con delle eccezioni) e non può giacere per terra. Altri provvedimenti includono proibizioni e inclusioni in altri elementi della bandiera in un logo o in altri design. Eccezionalmente, la bandiera può essere usata per coprire delle bare, ma solo per alti ufficiali come ministri o personale militare.
Le regole del 1972 includono anche che "ogni quartiere generale dei distretti del Bhutan deve issare la bandiera nazionale. Dove non ci sono sedi del distretto, la bandiera deve essere issata davanti al più importante edificio governativo".
Gli ufficiali con un rango più alto dei ministri possono sventolare la bandiera nella propria residenza se non vivono vicino alla capitale. La tradizione di sventolare la bandiera davanti alle sedi governative non esisteva in Bhutan prima del 1968 ma fu dichiarata obbligatoria dal Druk Gyalpo dopo che il suo Segretariato fu trasferito dalla città di Taba a Taschichho Dzong in quell'anno. L'unica festa della bandiera prevista dalle regole del 1972 è la Giornata Nazionale, tenuta annualmente il 17 dicembre. La Giornata Nazionale commemora l'incoronazione di Ugyen Wangchuck come primo re del Bhutan il 17 dicembre 1907.

## Bandiere storiche

Prima bandiera nazionale bhutanese (1949-1956)
Versione alternativa della bandiera attuale